# József Kővágó
Dans le nom hongrois Kővágó József, le nom de famille précède le prénom, mais cet article utilise l’ordre habituel en français József Kővágó, où le prénom précède le nom.
 (octobre 2018).
Si vous disposez d'ouvrages ou d'articles de référence ou si vous connaissez des sites web de qualité traitant du thème abordé ici, merci de compléter l'article en donnant les références utiles à sa vérifiabilité et en les liant à la section « Notes et références ».
József Kővágó, né le 8 avril 1913 à Küronya et mort le 10 décembre 1996 à Linwood, est un homme politique hongrois, bourgmestre de Budapest de 1945 à 1947. 
En 1957, exilé en Occident après l'insurrection de 1956, il participe à Strasbourg à la création d'un Conseil révolutionnaire dirigé par le général Béla Király (en) avec des proches d'Imre Nagy.